# Macratria fouqueti
Macratria fouqueti es una especie de coleóptero de la familia Anthicidae.

## Distribución geográfica
Habita en Camboya.